# Lüghausen
Lüghausen, ursprünglich Lughausen, ist ein Ortsteil von Hoffnungsthal in der Stadt Rösrath im Rheinisch-Bergischen Kreis.

## Geschichte
Die Schreibweise Lughausen ist auf altem Kartenmaterial um 1800 festzustellen. Der Name Lughaus kann eine mittelalterliche Bezeichnung für ein Wachhaus oder einen Wachturm sein, die als Beobachtungsposten auf Anhöhen oder in Stadtbefestigungen angelegt wurden.
Im Volksmund wird der Bereich, in dem das Lughaus gestanden haben könnte, auch heute noch „Wachelte“ genannt. Von hier hat man einen guten Blick auf die Köln-Bonner Bucht und auf die heutigen Schlossanlagen Eulenbroich und Venauen in Rösrath. Man könnte für diese alte Ortsbezeichnung, die auch zum Namen Lughaus passt, folgenden Ursprung annehmen: Wachelte = Wachhalte = Wache halten.